# Liste des sites Ramsar en Thaïlande
Cet article recense les zones humides de Thaïlande concernées par la convention de Ramsar.

## Statistiques
La convention de Ramsar est entrée en vigueur en Thaïlande le 13 septembre 1998.
En janvier 2020, le pays compte 14 sites Ramsar, couvrant une superficie de 3 997,14 km2.

## Liste
| Site                                                                                      | Province                                   | Notes | Date           | Superficie (km²) | Altitude (m) | Identifiant Ramsar | Identifiant WDPA | Coordonnées                        | Photo |
| ----------------------------------------------------------------------------------------- | ------------------------------------------ | ----- | -------------- | ---------------- | ------------ | ------------------ | ---------------- | ---------------------------------- | ----- |
| Kuan Ki Sian des zones humides de la zone de chasse interdite de Thale Noi (en)           | Phatthalung, Songkhla, Nakhon Si Thammarat |       | 13 mai 1998    | 4,94             | 0 - 2        | 948                | 166754           | 7° 49′ 59″ nord, 100° 07′ 59″ est  |       |
| Zone de chasse interdite de Bung Khong Long                                               | Nong Khai                                  |       | 5 juillet 2001 | 22,14            | 160 - 170    | 1098               | 900614           | 17° 58′ 59″ nord, 103° 58′ 59″ est |       |
| Don Hoi Lot (en)                                                                          | Samut Songkhram                            |       | 5 juillet 2001 | 875,00           | 0 - 1        | 1099               | 900617           | 13° 21′ 00″ nord, 99° 58′ 59″ est  |       |
| Estuaire de la Krabi                                                                      | Krabi                                      |       | 5 juillet 2001 | 212,99           | 0            | 1100               | 900616           | 7° 58′ 01″ nord, 98° 55′ 01″ est   |       |
| Zone de chasse interdite de Nong Bong Kai                                                 | Chiang Rai                                 |       | 5 juillet 2001 | 4,34             | 350          | 1101               | 900613           | 20° 13′ 59″ nord, 100° 01′ 59″ est |       |
| Sanctuaire faunique Princesse Sirindhorn (en)                                             | Narathiwat                                 |       | 5 juillet 2001 | 201,00           | 0 - 14       | 1102               | 900615           | 6° 12′ nord, 101° 57′ est          |       |
| Parc national Hat Chao Mai - Zone de chasse interdite de Ko Libong - Estuaire de la Trang | Trang                                      |       | 14 août 2002   | 663,13           | 0 - 432      | 1182               | 900847           | 7° 22′ 01″ nord, 99° 24′ 00″ est   |       |
| Estuaire de la Kaper - Parc national de Laemson - Estuaire de la Kraburi                  | Ranong                                     |       | 14 août 2002   | 1 220,46         | 0 - 630      | 1183               | 900848           | 9° 36′ nord, 98° 39′ est           |       |
| Parc national de Mu Ko Ang Thong                                                          | Surat Thani                                |       | 14 août 2002   | 102,00           | 0 - 396      | 1184               | 900849           | 9° 37′ 01″ nord, 99° 40′ 59″ est   |       |
| Parc national d'Ao Phang Nga                                                              | Province de Phang Nga                      |       | 14 août 2002   | 400,00           | 0 - 439      | 1185               | 900850           | 8° 16′ 59″ nord, 98° 36′ 00″ est   |       |
| Marais de Kut Ting                                                                        | Nong Khai                                  |       | 19 juin 2009   | 22,00            | 180          | 1926               | 555542789        | 18° 18′ 00″ nord, 103° 40′ 01″ est |       |
| Archipel de Ko Kra                                                                        | Nakhon Si Thammarat                        |       | 12 août 2013   | 3,74             | 20           | 2152               | 555558447        | 8° 23′ 49″ nord, 100° 44′ 13″ est  |       |
| Archipel de Ko Ra-Ko Phra Thong                                                           | Nga                                        |       | 12 août 2013   | 196,48           | 0 - 235      | 2153               | 555558446        | 9° 08′ 17″ nord, 98° 16′ 34″ est   |       |
| Zone humide de Khao Sam Roi Yot                                                           | Prachuap Khiri Khan                        |       | 8 janvier 2008 | 68,92            | 0 - 230      | 2238               | 555626111        | 12° 11′ 56″ nord, 100° 01′ 08″ est |       |